# Gundam
Vous lisez un « article de qualité » labellisé en 2011.
Cet article possède un paronyme, voir Goundam.
Mobile Suit Gundam (機動戦士ガンダム, Kidō senshi Gandamu), ou plus simplement Gundam (ガンダム), est une franchise d’animation japonaise créée par Yoshiyuki Tomino et Hajime Yatate pour le studio Sunrise en 1979. Appartenant au genre mecha, elle présente divers éléments classiques de la science-fiction — guerres spatiales, univers scientifiquement avancé — mais innove par sa volonté de réalisme, aussi bien à travers la narration qu’à travers les éléments technologiques. Les robots géants, essence du genre mecha, y sont donc pour la première fois ramenés au rang de simples armes de masse au Japon. Cette idée novatrice, qui reflète alors l’ouverture du public traditionnel des séries animées aux adultes, donne naissance à un sous-genre de la science-fiction japonaise nommé « real robot ».

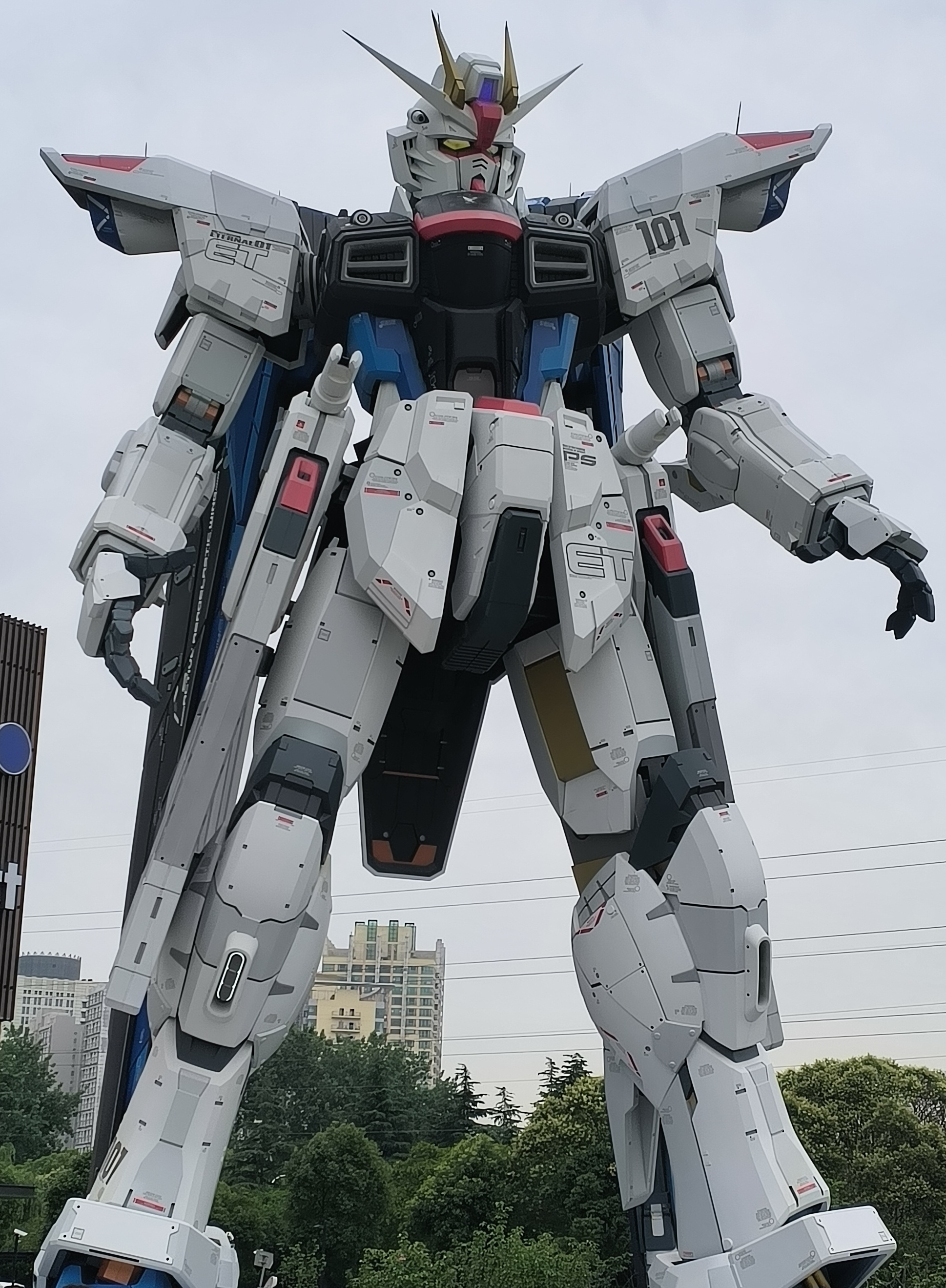
Statue d'un Gundam en Chine

Après des débuts difficiles, Gundam connaît le succès au début des années 1980 et ne le quittera plus jusqu’à nos jours ; ainsi, une trentaine de séries, d’OVA et de films sont réalisés pour la franchise, ainsi que des dizaines de mangas, de romans, de jeux vidéo et même de parodies via SD Gundam. Si les productions audiovisuelles constituent le cœur de la saga, Gundam repose en fait sur le second pilier que représentent les produits dérivés, et notamment les maquettes de robots (nommées Gunpla). Économiquement parlant, la franchise est la licence la plus rentable de la multinationale Namco Bandai, générant de nos jours environ 50 milliards de yens annuels. La plupart des critiques se portent d'ailleurs sur cette perception d'exigence économique qui prendrait le pas sur la créativité.
Mais le succès est avant tout culturel : pratiquement inconnu en francophonie, Gundam est un profond phénomène de société au Japon. La plupart des spécialistes académiques du sujet définissent clairement son impact comme majeur sur l’animation et la culture populaire japonaise, comparant régulièrement la franchise avec Star Wars en Occident. Cela se manifeste par une présence tangible dans la vie quotidienne de l’Archipel, que ce soit à travers les publicités, les magasins, les expositions d'art ou encore la construction d'une statue de dix-huit mètres près de Tōkyō. On ne peut toutefois pas parler d’hégémonie dans la mesure où la saga s’est peu exportée et a souvent été concurrencée par des séries comme Macross ou Evangelion.

## Concept et terminologie
Mobile Suit Gundam appartient à un sous-genre de la science-fiction très populaire au Japon : le mecha. Le concept principal du genre est de mettre en scène des robots (au sens le plus large) télécommandés ou pilotés par un humain, voire par une intelligence artificielle. Plus précisément dans Gundam, ces robots sont des machines de guerre dirigées de l’intérieur (dans un cockpit), que l’on appelle « mobile suits » (モビルスーツ, mobiru sūtsu), et qui peuvent évoluer aussi bien sur Terre que dans l’espace. Quant au terme Gundam, il désigne dans pratiquement toutes les séries un prototype de mobile suit plus puissant et technologiquement plus avancé que les modèles standards.
À l’origine, le créateur de la franchise, Yoshiyuki Tomino, avait nommé son projet Freedom Fighter Gunboy, ou plus simplement Gunboy (ガンボーイ) ; le terme était un mot-valise associant « gun » (« arme à feu » en anglais), et « boy » en référence au public ciblé. C’est ensuite l’équipe Yatate qui propose de remplacer ce terme par « Gundom », en référence cette fois au mot anglais « freedom » (« liberté »), concept qui revenait très souvent dans le projet initial. Cependant, pour des raisons esthétiques sur les katakanas, Tomino décide de modifier légèrement le mot en « Gundam », terme dès lors définitif. Par ailleurs, Gundam a parfois été employé en tant que rétro-acronyme, comme « General Unilateral Neurolink Dispersive Autonomic Maneuver [Syntesys System] » dans Gundam Seed.

## Historique

### L’avantGundam
Parmi les principales influences du genre mecha au Japon figure le roman Étoiles, garde-à-vous ! de Robert A. Heinlein, dans lequel sont mis en scène des sortes d’exosquelettes puissamment armés qui ressemblent énormément aux robots de Gundam. Bien que le genre fasse ensuite une première apparition dans le monde de l’animation japonaise avec Astro le petit robot d’Osamu Tezuka, la première série consacrée aux robots géants au Japon fut certainement Tetsujin 28-gō, sortie dès 1956 et qui donna naissance à toute une vague de séries mechas telles que Mazinger Z (1972) ou Goldorak (1975). Toutes ces séries pionnières du genre partagent une caractéristique essentielle : les robots sont invariablement gigantesques et surpuissants, de véritables armes surréalistes. On décrit communément ces machines comme des « super robots » (ou « super mechas »), terme qui désigne aussi un sous-genre à part entière de la science-fiction japonaise ; à l’époque, ces séries de super robots présentent un certain code scénaristique suivi par tous les réalisateurs, que l’on appelle parfois l’école traditionnelle ou robotto anime.

### Mobile Suit Gundam: la rénovation du genremecha

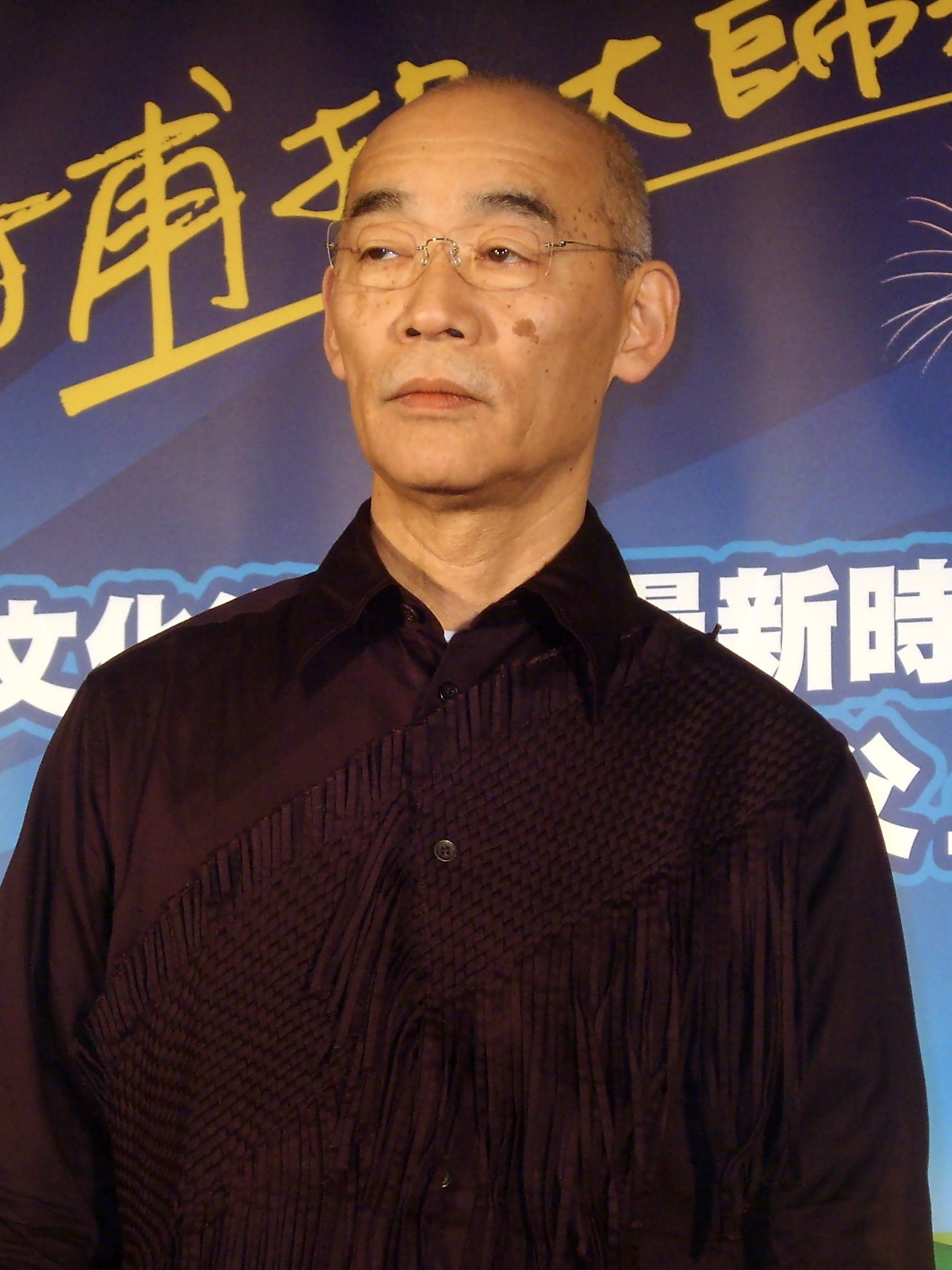
Yoshiyuki Tomino en 2008.

Derrière l’idée originale de Gundam se cache un homme : Yoshiyuki Tomino. Ce dernier acquiert durant les années 1960 et 1970 une certaine expérience dans l’animation, ayant par exemple été assistant au studio Mushi Production sur Astro le petit robot. En 1976, il s’essaye au genre mecha avec Yūsha Raideen (produit aussi par Sunrise) ; cependant, cette série suit scrupuleusement les codes de l’école traditionnelle. Grâce à ses succès, il comprend qu’il a désormais une plus grande liberté dans la conduite de ses histoires. C’est donc en 1979 qu’il écrit et réalise Mobile Suit Gundam avec l’aide de Hajime Yatate (pseudonyme désignant en fait un collectif de créateurs du studio Sunrise), série de mechas qui propose alors une approche novatrice du genre : en effet, les robots sont bien moins puissants et fantaisistes, et se voient plutôt confinés dans le rôle de simples armes évoluées. Dans la mesure où ces mechas se voulaient le plus proche possible de notre science contemporaine, on les désigna par le terme de « robots réalistes », en opposition aux super robots. Bien qu’en apparence très simple, l’idée de Tomino rénove alors profondément le genre.
Pourtant lors de sa sortie, Mobile Suit Gundam ne remporte pas un franc succès, si bien que les producteurs décident même de l’écourter, la tronquant de sept épisodes en raison des faibles scores d’audience,. Une compilation en trois films reprenant majoritairement des séquences de la série avec quelques scènes inédites sort cependant en cinéma en 1981 ; de manière surprenante, elle connaît un bon succès grâce au bouche-à-oreille. C’est aussi à ce moment, en 1980, que Bandai commercialise les premières maquettes et jouets Gundam, les Gunpla, qui se vendent extrêmement bien. La série gagne ainsi une certaine popularité au début des années 1980, suffisamment en tout cas pour qu’en 1984 — c’est-à-dire cinq ans plus tard — Sunrise commande à Tomino une suite : Mobile Suit Zeta Gundam. Commande, ou plutôt impose, comme l’auteur le clame lui-même. Afin de ne pas subir l’échec relatif de la première série, Tomino apporte une note plus sombre et dramatique au scénario, ainsi que des personnages plus nuancés, loin de tout manichéisme. Indiscutablement, Zeta Gundam est un succès très important au Japon, à l’origine de la longévité exceptionnelle de la franchise.
Fort de cette réussite, le studio Sunrise engage Tomino à poursuivre l’histoire par Mobile Suit Gundam ZZ dès 1986, qui vise un public plus jeune (rencontrant d’ailleurs un succès plus mitigé), puis par le film Mobile Suit Gundam : Char contre-attaque. Les scénarios de ces premières œuvres, de Mobile Suit Gundam à Char contre-attaque, se suivent tous chronologiquement selon une ligne de temps inventée par Tomino : l’Universal Century. De nombreux personnages ou organisations y apparaissent ainsi de manière plus ou moins régulière, et le film Char contre-attaque se veut être la conclusion de cette saga originale en mettant en scène la fin du long affrontement entre la Fédération terrienne et Zeon d’une part, Amuro Ray et Char Aznable de l’autre.
En 1989 sort pour les dix ans de la franchise Mobile Suit Gundam 0080 : War in the Pocket de Fumihiko Takayama, qui présente plusieurs particularités : ce sont d’abord les premiers OVA tirés de Gundam, et c’est ensuite la première œuvre non réalisée par Tomino. Ces changements permettent un scénario assez différent, reposant encore plus sur les émotions et les relations entre les personnages que sur les mechas. En revanche, ils ne présentent qu’un point de vue alternatif à la saga originale, puisqu’ils se déroulent durant la même période de l’Universal Century avec des personnages différents.

### Une mue difficile après la saga originale
Le début des années 1990 est une période financièrement délicate pour les studios d’animation japonais, Sunrise ne dérogeant pas à la règle. De plus, la saga de l’Universal Century s’étant achevée avec Mobile Suit Gundam : Char contre-attaque, le studio ne se montre guère prêt à investir lorsque Tomino propose de relancer Gundam en s’orientant vers une nouvelle histoire et de nouveaux personnages en 1991. L’auteur n’obtient finalement le feu vert que pour réaliser un seul film, Mobile Suit Gundam F91. Ce dernier, résumant en fait les treize premiers épisodes de la série voulue par Tomino, se déroule trente ans après la saga originale, mais l’accueil est décevant et le projet abandonné. Cette tentative de renouveau est donc un échec, d’autant plus que les OVA Mobile Suit Gundam 0083 : Stardust Memory, qui prennent place eux juste après l’histoire de Mobile Suit Gundam, c’est-à-dire toujours dans le cadre de la première saga, sont un véritable succès. Sunrise en conclut d’ailleurs que le format OVA peut être économiquement rentable, et l’utilisera souvent par la suite. Malgré cela, la décennie des années 1990 est compliquée pour la franchise.
C’est finalement SD Gundam qui prend le premier la succession de l’Universal Century. Sorti entre 1986 et 1990, il s’agit en fait d’une parodie de Gundam dans laquelle les mechas sont représentés selon les codes graphiques du SD (super deformed en anglais). L’accueil fut si enthousiaste que SD Gundam sera décliné en de nombreuses saisons et séries et vivra en marge des productions de la franchise.
De même, la vente de maquettes connaît une croissance soutenue, si bien que Bandai diversifie grandement son offre en y incorporant de nombreuses innovations techniques. La société instaure aussi son système de « grades » censés différencier les gammes de Gunpla en fonction de leur qualité (et donc souvent, de leur prix) : la première gamme du genre, nommée « high grade », réédite ainsi quatre Gundam très populaires de l’Universal Century dès mars 1990.

### La relève de Tomino

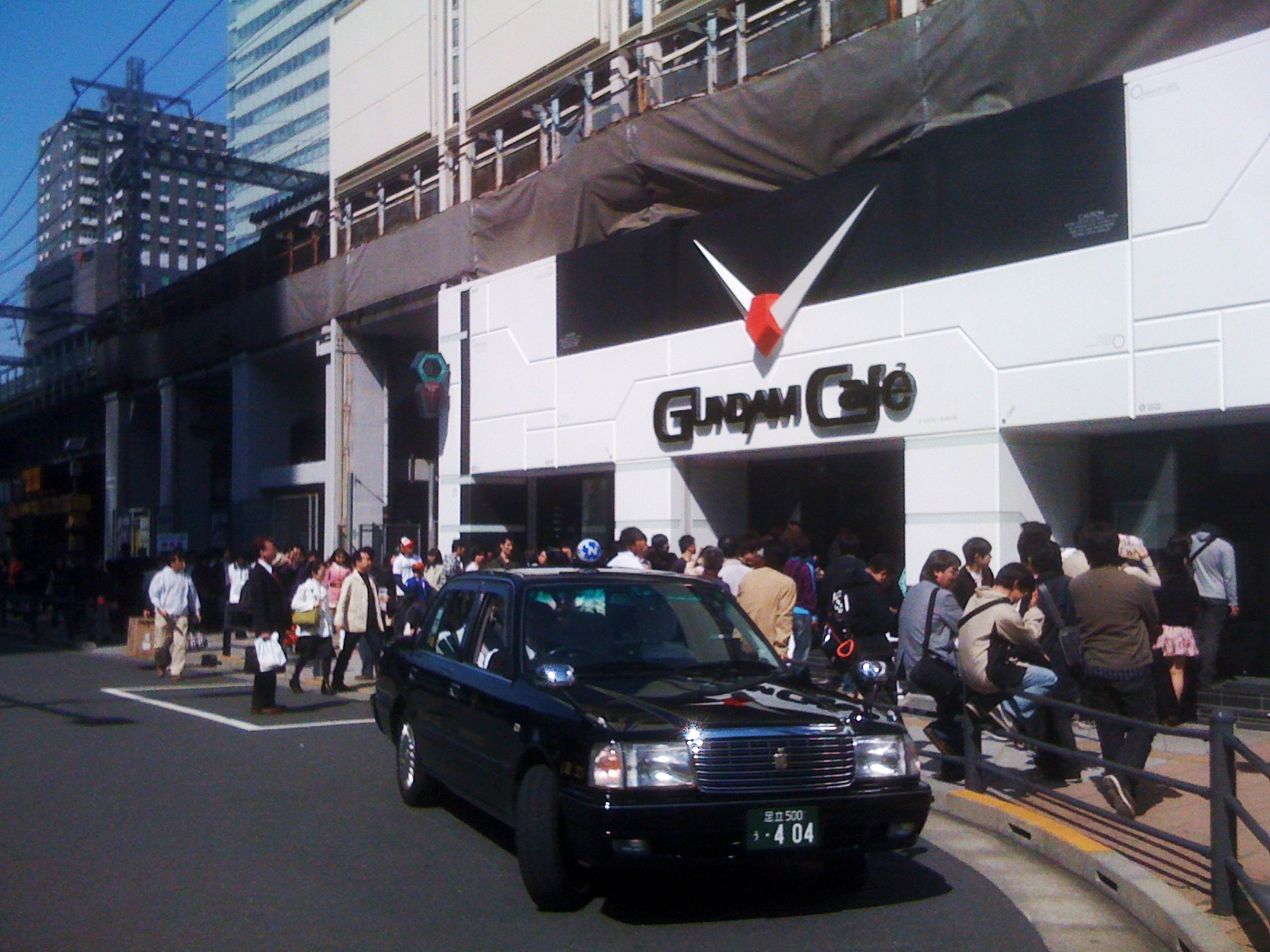
Le Gundam café à Akiba en 2010, témoignant de la popularité de la franchise.

À partir de Mobile Suit Victory Gundam sorti en 1993 (fruit d’un Tomino oppressé par Sunrise, alors sur le point d’être racheté par Bandai), d’autres réalisateurs parfois renommés se voient confier la réalisation des séries Gundam, avec en premier lieu Mobile Fighter G Gundam (1994) pour les quinze ans de la série, puis Gundam Wing (1995) et After War Gundam X (1996), qui recevront d’ailleurs toutes un succès moins important que les premières séries — Neon Genesis Evangelion écrase à l’époque toute concurrence. Fait particulier de ces œuvres, elles se déroulent dans des univers parallèles permettant de se démarquer de l’Universal Century et d’attirer de nouveaux téléspectateurs, Sunrise ayant tiré les conclusions de l’échec de Gundam F91. Gundam Wing présente plus spécifiquement une certaine évolution dans l’histoire de la franchise : en effet, elle adopte un ton plus moderne qui commence à toucher un public jusqu’alors ignoré : le public féminin. De plus, cette série reste principalement connue pour être l’une des premières à avoir été exportée en Occident (même la toute première en France), ainsi que pour avoir remporté un succès important aux États-Unis,.
Turn A Gundam, en 1999, est l’occasion de voir une nouvelle fois Tomino réaliser un anime Gundam. L’histoire se déroule deux mille ans après les autres séries et apporte une conclusion à tous les univers, qui doivent par conséquent converger dans le temps. Après cinq ans d'interruption, Tomino rompt en de nombreux points avec ses premières créations plus sombres dans cette série ; la conception des mechas, confiée à l’Américain Syd Mead, y est aussi très différente.
Ce n’est réellement qu’en 2002 avec Mobile Suit Gundam SEED que la franchise connaît de nouveau un immense succès, réalisant de fait ses meilleurs scores d’audience depuis Mobile Suit Zeta Gundam. Une gamme record de 120 maquettes en est tirée par la suite. Cette popularité entraîne la production d’une suite immédiate, Mobile Suit Gundam SEED Destiny (2004), et des ONA Gundam SEED C.E.73 Stargazer (2006). Finalement, la franchise pose avec Gundam SEED les prémices d’une renommée internationale jusqu’alors timide, si bien que les OVA Gundam Unicorn bénéficient en 2010 d’une sortie mondiale. Entre-temps est également sorti Mobile Suit Gundam 00, le seul anime à se dérouler dans notre ère en 2307, qui rencontre un accueil plutôt enthousiaste, si bien qu’un film en est tiré fin 2010. Depuis, Sunrise en partenariat avec le studio Level-5, concepteur des jeux Professeur Layton et Inazuma Eleven, lance fin 2011 Mobile Suit Gundam AGE, un nouveau concept qui suivra trois générations de pilotes de Gundam lors d'un conflit armé s'étendant sur une période d'environ cent ans. Après ce succès mitigé, sort en 2014 Gundam Reconguista in G, qui est à ce jour[Quand ?], la dernière série Gundam réalisé par son créateur originel, Yoshiyuki Tomino,.

## Caractéristiques

### Le réalisme
L’idée de concevoir une série mecha de manière réaliste est l’innovation principale de Mobile Suit Gundam, posant les bases d’un nouveau sous-genre de la science-fiction appelé « real robot » (リアルロボット, riaru robotto). Cet aspect se manifeste très concrètement dans deux composantes des anime : le rôle des robots dans l’histoire, et la narration proprement dite.

#### Les «real robots»
Les robots de Gundam sont les premiers à garder une dimension humaine dans l’animation japonaise. Bien que faisant figure d’armes technologiques de pointe, ils demeurent vulnérables et obéissent aux mêmes contraintes matérielles et physiques que nos armes contemporaines, comme la production de masse par les États et la nécessité d’une logistique poussée pour la maintenance et l’acheminement sur le théâtre des opérations ; ces robots sont quelque part rétrogradés du rang de deus ex machina à celui de « simple » arme. Il n’est d’ailleurs pas rare que la machine d’un des personnages principaux soit sévèrement endommagée (comme Bernie dans Mobile Suit Gundam 0080) ou remplacée (Char Aznable en est l’exemple type). Tomino décrit la façon dont il concevait son projet ainsi :

« L’idée de départ, mon idée, de réaliser une série de robots dans l’espace qui ne serait pas simpliste se concrétisait pour moi par la superposition de la réalité sur le scénario – plus de réalisme était réellement le concept sous-jacent. »

— Yoshiyuki Tomino, Animerica vol. 10 

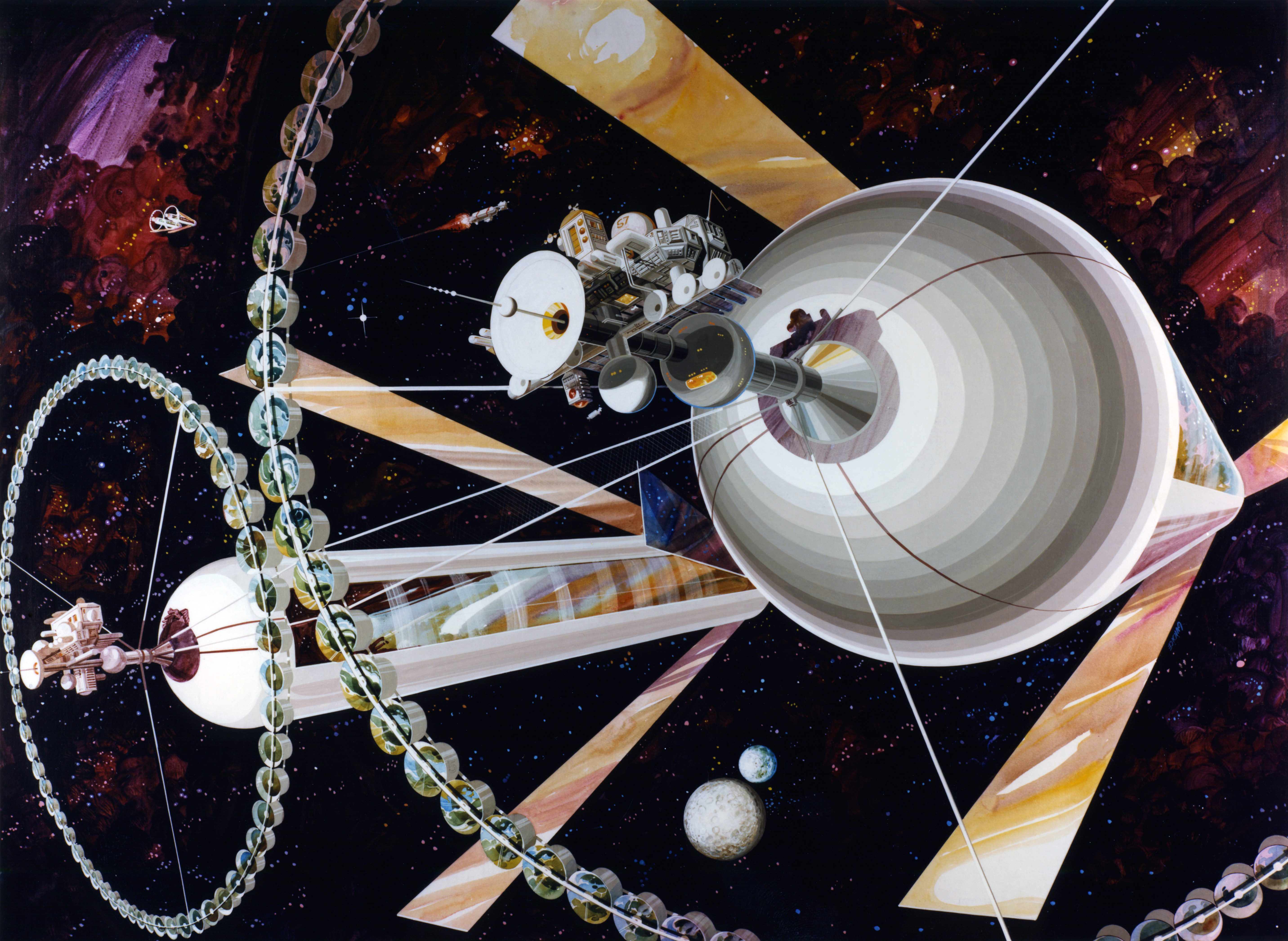
Représentation artistique de cylindres O’Neill ayant directement inspiré les colonies spatiales de Gundam. NASA, 2004.

Ce besoin de réalisme sur les robots s’est traduit lors de la phase de production par de fortes contraintes dans leur mise en scène, qui se devait cohérente et plausible dans les moindres détails, notamment vis-à-vis de la science. Par conséquent, un poste particulier fut créé spécialement pour la conception des mechas (le mecha designer en anglais) ; lors de toute la saga Universal Century, c’est Kunio Ōkawara qui s’en est chargé, gagnant ainsi une grande popularité,.
Gundam repose sur un univers de science-fiction technologiquement avancé, mais plausible. En conséquence, un certain nombre d’éléments technologiques prennent racine dans des théories scientifiques bien réelles, tranchant avec les productions précédentes. Dès l’origine sont abordés les points de Lagrange où les colonies spatiales sont installées grâce à la gravité particulière qui y règne (sujet notamment étudié à travers les cylindres O’Neill). Plus tard avec Mobile Fighter G Gundam, ce sont les thèmes des nanotechnologies et des biomachines qui sont succinctement abordés. De plus, les interfaces homme-machine dans le cockpit explorent des pistes variées, mais cohérentes avec l’avancée de la recherche (superposition d’images 2D ou 3D, écrans panoramiques, apprentissage assisté par ordinateur, etc.).

#### La narration
Cette volonté de réalisme se trouve néanmoins poussée bien plus loin que le simple cas des robots : c’est tout le contexte des scénarios qui suit la même dynamique en se voulant le reflet de notre monde, ou du moins d’un monde technologiquement et humainement plausible. Par conséquent, géopolitique, stratégie militaire et trahisons forment la toile de fond de la plupart des séries,, dans laquelle se fondent les relations et les personnages en une intrigue complexe,. Ce traitement a pour but de mettre en exergue les conceptions, les aspirations et la psychologie des protagonistes, et finalement de montrer que rien n’est entièrement bon ou mauvais, à l’instar de notre monde,. D’ailleurs, certains antagonistes comme Char Aznable acquièrent parfois une popularité plus importante que les personnages principaux. Le réalisme se traduit ainsi par le refus du manichéisme, même si certaines productions n’évitent pas les stéréotypes.
Bien souvent dans Gundam, c’est surtout la souffrance des personnages qui est soulignée (le contexte étant toujours la guerre) ; on retrouve donc avec récurrence une ambiance sombre et dramatique qui contraste largement avec une certaine idéalisation des combats que l’on remarque souvent dans l’animation japonaise de l’époque. L’exemple de Kamille Bidan qui sombre petit à petit dans le désespoir durant Mobile Suit Zeta Gundam illustre bien ce point, ou plus récemment les Gundam meister de Gundam 00. Enfin, cette richesse du scénario veut s’exprimer aussi par les nombreuses évolutions des convictions et de la façon de penser des personnages au fil des événements, idée tangible à travers par exemple les fluctuations de la rivalité entre Char Aznable et Amuro Ray en fonction des morts tragiques et des retournements d’alliance. D’une manière plus générale, maintenir l’ambiguïté sur l’identité des « méchants » reste un élément récurrent de la franchise. Néanmoins, certaines séries Gundam ont fait le pari – parfois peu heureux – d’adopter un univers moins pesant, comme la première partie de Mobile Suit Gundam ZZ qui tente de toucher un public plus jeune par ses gags.
Enfin, Gundam repose toujours sur des narrations « locales » (centrées sur une guerre ou un personnage, donc une période temporelle bien délimitée), mais s’inscrivant dans une trame globale, caractéristique classique des grandes sagas de science-fiction où l’univers fictif joue un rôle crucial – on parle souvent du genre space opera. Ainsi, la combinaison de toutes les séries permet de faire émerger une seule et même « grande narration » que le spectateur reconstruit lui-même. Pour Aruma Hiroki, « c’est comme si le monde de Gundam avait une existence propre », indépendante des « séries individuelles » qui s’y déroulent. Dans les années 1970 et 1980 au Japon, ce style narratif attire un large public et fait le succès de longues sagas comme Macross, Brave Story, et bien sûr Mobile Suit Gundam. Ce genre de narration se rapproche d'ailleurs du mythe, un peu en opposition avec le côté technologique de la franchise.
Bien qu’appartenant au genre mecha, cette narration caractéristique rapproche par conséquent la saga du space opera, autre sous-genre de la science-fiction.

### La guerre
Comme évoqué ci-dessus, Gundam prend toujours pour contexte la guerre, à l’image de nombre de séries mechas. Là encore, la manière de mettre en scène les combats se veut empreinte de réalisme, c’est-à-dire de tragique. Nombre de personnages s’en retrouvent traumatisés (comme Amuro Ray ou Kamille Bidan), accentuant le côté sombre des scénarios. Finalement, le message véhiculé est de dépeindre la guerre comme vaine et inutile ; souvent, les principaux protagonistes qui se battent à échelle humaine réalisent qu’ils ne peuvent réellement influer sur les conflits et empêcher les morts injustes, ce qui est particulièrement le cas dans Victory Gundam. Mobile Suit Gundam 0080 est quant à lui souvent décrit comme un exemple poignant d’antimilitarisme, en adoptant le point de vue d’un enfant qui devient ami avec un soldat ennemi ; il apprend au fil des morts que la guerre n’est pas un jeu. Ce courant sombre de la science-fiction sera poussé encore plus loin par des séries comme Evangelion ou Bubblegum crisis, avec leur univers déshumanisé.
D’autres aspects de ce sujet sont ponctuellement explorés ; dans Gundam Wing, les auteurs se posent explicitement la question du pacifisme, qui y semble impraticable : en effet, malgré tous les efforts faits pour la paix, les batailles se succèdent jusqu’au point d’orgue de l’histoire. Les principaux protagonistes de Mobile Suit Gundam: Iron-Blooded Orphans sont des enfants soldats, exploités par des compagnies de mercenaire en collusion avec les autorités en place. Plus récemment, Mobile Suit Gundam 00 s’inspire du terrorisme, thématique centrale du début des années 2000.
Plus intimement, Gundam ravive la mémoire collective du traumatisme de la Guerre du Pacifique, s’opposant ainsi aux séries de « super robots » des années 1960 qui glorifiaient la technologie militaire. Pour Williams et Stahl, Tomino présente à l’origine une allégorie de la guerre allant à l’encontre des idées victimisantes de ses contemporains : il critique tout militarisme ou impérialisme de la part des élites et montre l’absurdité de l’idée de « défaite noble » ; quel que soit le point de vue, ce sont les civils qui restent avant tout les premières victimes,. Montrer sa propre perception des conséquences de la Seconde Guerre mondiale constituerait ainsi un des points de départ de Mobile Suit Gundam.

### Le style Tomino
Yoshiyuki Tomino, créateur de la franchise et auteur de toute la saga Universal Century, a insufflé un style scénaristique relativement caractéristique à ses œuvres. Bien que n’ayant réellement réalisé moins de la moitié des séries Gundam, il est intéressant de relever ces points plus en détail (c’est-à-dire, en passant outre aux notions générales du réalisme et du drame), car on les retrouve souvent dans toutes les autres séries. Tout d’abord, la plupart de ses personnages principaux sont décrits et introduits de la même manière : des adolescents communs vivants bien loin des instances dirigeantes de leur monde ; ils sont pourtant toujours mêlés brutalement à la guerre et se retrouvent contre leur gré aux commandes d’un prototype de mobile suit puissant et unique nommé Gundam – Mark Simmons y reconnaît là l’influence des super robots –, proposant finalement une sorte de métaphore du passage à l’âge adulte. Peter Appelbaum, dans une analyse de la littérature contemporaine, y définit à ce sujet la notion de « héros Gundam », un enfant qui remédie aux lâchetés et aux errements des adultes dans un conflit qui n’est pas le sien. Sa tâche est donc de sauver le monde grâce à la technologie qu’il doit se réapproprier. Bien sûr, dans Gundam, ce héros reste tragique ; Tomino est d’ailleurs connu pour terminer ses séries par la mort de la plupart des personnages (y compris des principaux) dans des batailles épiques, y insufflant ses frustrations ; au Japon, ce détail deviendra populaire parmi les adeptes de la franchise à travers l’expression « Kill them all Tomino » (littéralement, « Tuez-les tous, Tomino »).
Un peu plus profondément se trouve dès la première série un concept important de Gundam : les « newtypes » (ニュータイプ, nyūtaipu) ou êtres évolués, c’est-à-dire des humains ayant développé des capacités psychiques supérieures (comme la télépathie), probablement dues à la vie dans l’espace. Ce principe de l’évolution a une influence sur le traitement des personnages, entre ceux qui s’en méfieront (comme la Fédération au début) et ceux qui militeront pour l’élévation de l’humanité (Char Aznable). À travers les newtypes, Tomino se permet donc d’adopter un point de vue plus philosophique sur l’évolution humaine, thématique que l’on retrouve souvent dans la saga par la suite.

### Le système des calendriers
La chronologie des premières séries suit un calendrier inventé par Tomino : l’Universal Century. Donc, même si dix années séparent Mobile Suit Gundam et le film Char contre-attaque, le contexte reste fortement lié, et plusieurs personnages apparaissent dans plusieurs histoires différentes. Cependant, après l’échec de Gundam F91, Sunrise décide de déplacer les scénarios dans des mondes alternatifs dotés de leur propre calendrier. Bien que proche de l’idée classique en science-fiction des univers parallèles, il ne s'agit cependant que d’une transposition dans un contexte différent, sans lien réellement fort. Ces mondes sont listés ci-dessous par date de création :
- Universal Century (U.C.) : le premier calendrier de référence donc, dont l’an un correspond à l’établissement de la première colonie spatiale habitée par l’humanité ;
- After War (A.W.) : cet univers est en fait une suite alternative à la saga originale, dans laquelle les colonies spatiales auraient toutes été détruites. C’est donc un univers post-apocalyptique faisant suite à l’Universal Century ;
- Future Century (F.C.) : le Future Century est un autre univers alternatif à l’Universal Century, dans lequel les colonies auraient pris le contrôle de la Terre ;
- After Colony (A.C.) : cet univers se déroule après la création des premières colonies spatiales par les terriens, où ces derniers maintiennent un joug tyrannique ;
- Correct Century (C.C.) : le Correct Century, imaginé par Tomino lui-même, se veut en fait être le futur lointain de tous les autres univers parallèles. Il se pose donc un peu en conclusion de Gundam et de l’affrontement récurrent entre habitants de l’espace et habitants de la Terre ;
- Cosmic Era (C.E.) : ce calendrier se situe aussi juste après la création des premières colonies spatiales par la Terre ;
- Anno Domini (A.D.) : l’Anno Domini réfère à notre calendrier réel, l’histoire se déroulant dans un futur relativement proche (2307) ;
- Reguild Century (R.C.) : ce calendrier se situe à la suite de l'Universal Century. L’Humanité est entrée dans une nouvelle ère de prospérité époque qui espère voir la paix durer. Gundam : G no Reconguista se déroule en l'an 1014 de ce calendrier ;
- Post Disaster (P.D.) : après un grand conflit entre la Terre et la colonie de Mars connu sous le nom de « la Guerre des Calamités », la relation entre les deux planètes n'est toujours pas au beau fixe. la première mention de ce calendrier vient de la série Mobile suit Gundam : Iron-blooded orphans en l'an 323 de ce dit calendrier.
- Ad Stella (AS) : C'est une ère où une multitude de sociétés se sont installées dans l'espace et ont construit un énorme système économique[68]. Dans cette chronologie, les Gundam - une abréviation de GUND-ARM - sont des Mobile Suit utilisant un format GUND, améliorant la capacité d'un Mobile Suit au coup de la vie de son pilote et ils ont été bannis à la production pour cette raison. Les événements de Mobile Suit Gundam: the Witch from Mercury se déroulent en année A.S. 101 pour le PROLOGUE, et à partir de A.S. 122 pour la série principale.

L’Universal Century reste cependant l’univers le plus populaire, et la majorité des productions s’y déroulent. Les séries SD Gundam se placent elles dans des mondes parodiques (tels Neotopia ou Mirisha), sans réelles connexions. D’autres parts, les OVA Gundam Evolve (2001) se déroulent eux dans plusieurs des calendriers sus-cités.

### Le dessin
Même si le concept général reste très similaire, on retrouve un trait relativement différent d’une série à l’autre, tant en matière de personnage qu’en matière de mecha, ce qui conduit même parfois à des anachronismes, comme le film Mobile Suit Zeta Gundam : A New Translation qui présente un mélange d’animation ancienne et récente. Turn A Gundam se distingue aussi avec son Gundam totalement différent des autres séries (des proximités avec les Zakus de l’Universal Century restent présentes), dessiné par Syd Mead. À partir de Gundam SEED, la 3D est régulièrement utilisée, avec pour point d’orgue les OVA MS IGLOO qui sont conçus entièrement en trois dimensions.

## Phénomène économique et social

### Une manne très rentable

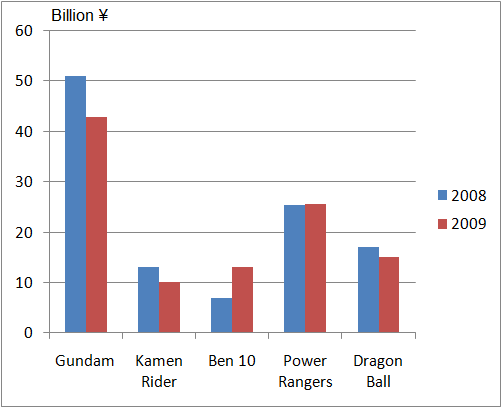
Répartition des ventes de maquettes et figurines pour les licences les plus rentables de Bandai dans le monde (sur les années 2008 et 2009, en milliards de yens).

Financièrement parlant, Gundam est un filon inestimable pour Namco Bandai qui génère environ 50 milliards de yens (près de 465 millions d’euros) de revenus par an grâce aux produits de la franchise. Depuis le début, le modèle commercial de Gundam repose clairement sur deux piliers : les anime et les produits dérivés (maquettes, musiques, etc.) ; en 2000, les ventes cumulées de toutes les marchandises estampillées Gundam depuis l’origine étaient estimées à 50 milliards de dollars (environ 40 milliards d’euros).
D’un côté donc, les anime les plus populaires (Zeta Gundam ou Gundam SEED) ont réalisé des scores moyens d’audience par épisode supérieurs à 6 % avec des pointes au-delà de 10 % selon le magazine Weekly the Television, tandis que les sorties cinémas ont souvent été satisfaisantes, comme Mobile Suit Zeta Gundam, A New Translation dont les recettes sont proches du milliard de yens. Cela ne signifie cependant pas que toutes les séries Gundam ont connu de tels résultats ; en particulier dans les années 1990, Gundam Wing et After War Gundam X sont victimes de la concurrence d’autres anime comme Evangelion.
Quant aux produits dérivés, ils font de Gundam la licence la plus rentable possédée par Bandai. Il faut remonter au début des années 1980 pour comprendre la genèse du modèle économique de la franchise. En effet, à la suite des faibles audiences de la première série en 1979, Bandai fait le pari de produire des maquettes de robots plus élaborées que de simples jouets. Leur succès fulgurant participe à la relance la franchise au début des années 1980. Sur l’année 2004, selon une enquête gouvernementale japonaise, les maquettes en plastique Gundam (nommées « Gunpla ») dominent largement le marché en représentant environ 90 % des ventes de figurines en pièces détachées au Japon, et 40 % des ventes globales de maquettes ; finalement, cela représente environ 360 à 400 millions d’unités écoulées depuis l’origine,. Des magasins entiers sont ainsi réservés à Gundam dans les grandes villes japonaises. Fort de ces ventes, Bandai réinvestit beaucoup dans la recherche de nouvelles méthodes de production : en 2006 par exemple, la société annonce pouvoir atteindre un niveau de détails de l’ordre de 40 micromètres.
Par la suite, la franchise a souvent été utilisée à des fins marketings à cause de ce succès. Dès le début, un grand nombre de produits dérivés aux couleurs du personnage Char Aznable a été créé (y compris une carte de crédit), provoquant la colère de Tomino qui y voit un pillage commercial peu sain et en désaccord avec ses principes.
La musique n’est pas communément citée comme l’élément central de l’œuvre, mais génère régulièrement des revenus importants comme les bandes originales de Mobile Suit Gundam Seed et Mobile Suit Gundam Seed Destiny qui ont été sacrées « album d’animation de l’année » par la Recording Industry Association of Japan en 2004 et 2006, avec plus d’un million d’albums écoulés chacune (disques d’or),. En tout, le nombre de CD parus est estimé à plus de soixante-dix.
Depuis Gundam Wing, la franchise prend une dimension internationale. Cependant, malgré un certain succès aux États-Unis et en Asie de l’Est (notamment la Corée du Sud), les consommateurs de produits Gundam restent très majoritairement japonais.

### Clés sociologiques du succès
Le mecha constitue depuis ses débuts un genre très apprécié au Japon, ce dès la fin des années 1960. La science y est en effet perçue comme un vecteur d’évolution : « les robots changeront le monde ». Cependant, le choc des bombardements atomiques de Hiroshima et Nagasaki fait comprendre aux Japonais le réel intérêt d’une technologie avancée ; loin de la prendre en aversion, l’Archipel en fait le moteur de sa reconstruction d’après-guerre, au point de devenir selon l’expression de K. T. Greenfeld une « société en symbiose avec la machine ». Cet amour de la technologie explique donc l’intérêt du pays pour les mechas, et forme en 1979 un terreau fertile pour une série comme Mobile Suit Gundam.

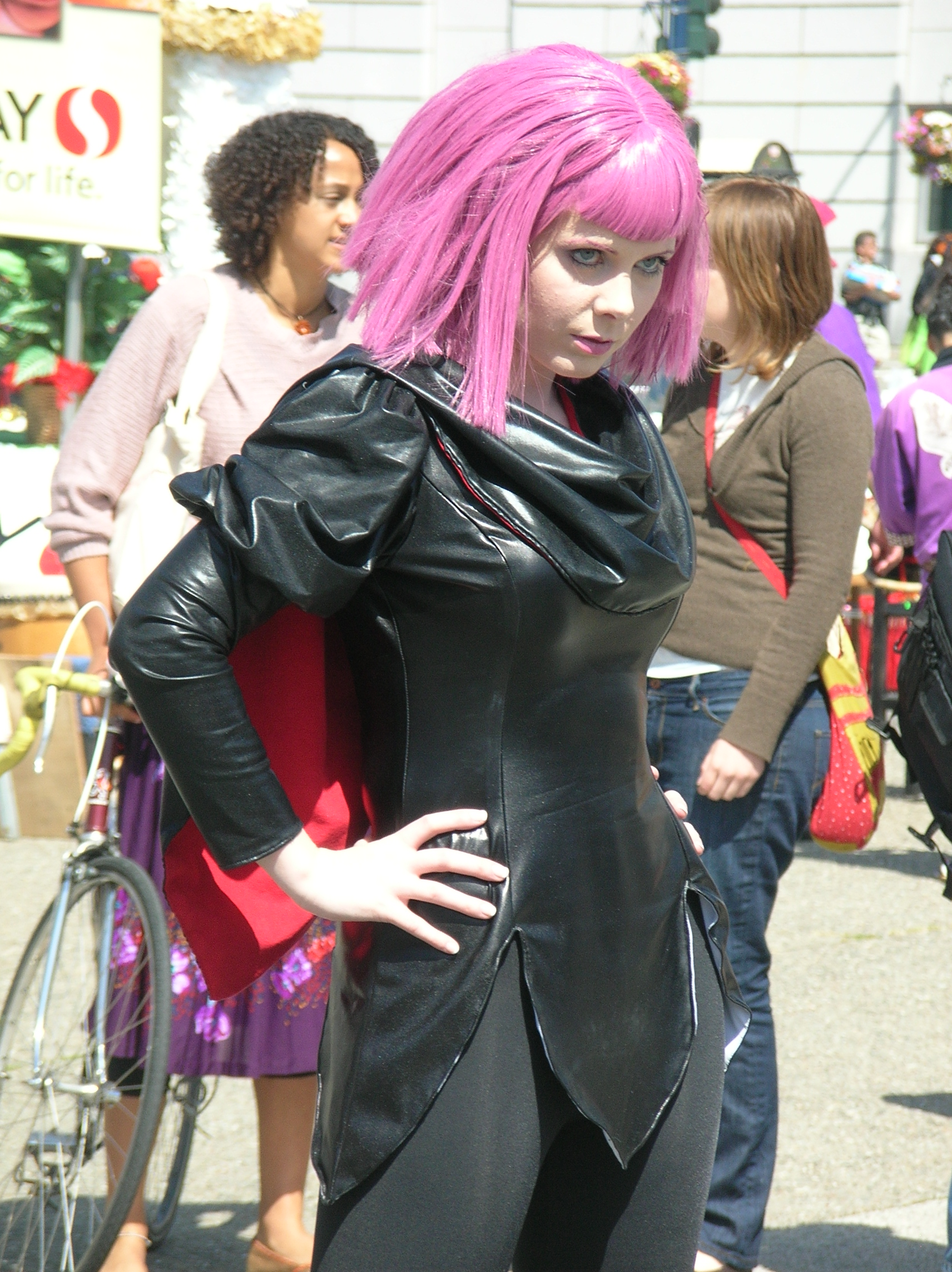
Cosplay de Gundam aux États-Unis, pratique très populaire dans la culture otaku.

Toutefois, il est naturel de se demander comment Gundam a pu imposer auprès du public son style novateur, mais très éloigné d’une glorification jusqu’au-boutiste de la technologie. Un élément de réponse couramment avancé renvoie à la transformation de la société japonaise dans sa manière de percevoir l’animation à la fin des années 1970 : le public regardant les anime, traditionnellement des enfants, évolue pour toucher des spectateurs plus âgés. Yoshiyuki Tomino fait d’ailleurs lui-même cette analyse,. Avec ses scénarios sombres, voire tragiques, la franchise a finalement suivi la même transformation de fond en traitant de sujets plus adultes. Cette idée se retrouve aussi dans la commercialisation de maquettes plastiques élaborées à la place des habituels jouets, qui touchent en majorité les hommes entre vingt et trente ans. En effet, les maquettes d’engins militaires étrangers étaient déjà fortement plébiscitées dans les années 1960 par les jeunes japonais et Bandai a pu viser ces modélistes confirmés, notamment en insistant sur le haut degré de personnalisation des Gunpla.
À la fin des années 1990, Gundam opère un second changement de fond en s’ouvrant au public féminin, jusque-là largement ignoré. Cette volonté est tangible dès Gundam Wing, où les dessins s’inspirent du yaoi dans la veine des Samouraïs de l'éternel et où l’histoire se focalise sur les relations entre cinq garçons séduisants. En 2002, Mobile Suit Gundam SEED continue sur cette lancée et présente une exception notable dans l’histoire de la franchise puisque selon son producteur, plus de la moitié de ventes de DVD concernent les filles en 2003.
Mais surtout, Gundam est aujourd’hui intrinsèquement lié à la « culture otaku »,, dont elle est une des sagas les plus emblématiques,. De multiples raisons peuvent expliquer ce phénomène, mais c’est avant tout le rapport étroit avec la science et la technologie, ainsi que la complexité de la saga qui sont communément avancés, permettant à l’otaku d’explorer et expliciter l’univers en profondeur ; Patrick Macias et Tomohiro Machiyama font le parallèle entre les adeptes de Gundam et ceux de Star Wars ou Star Trek aux États-Unis sur ce point. Pour ces raisons, Gundam est un sujet populaire du fandom, à travers par exemple cosplays, jeux de rôles, dōjinshi, etc.

## Influence sur l’animation japonaise

### Héritage de la franchise

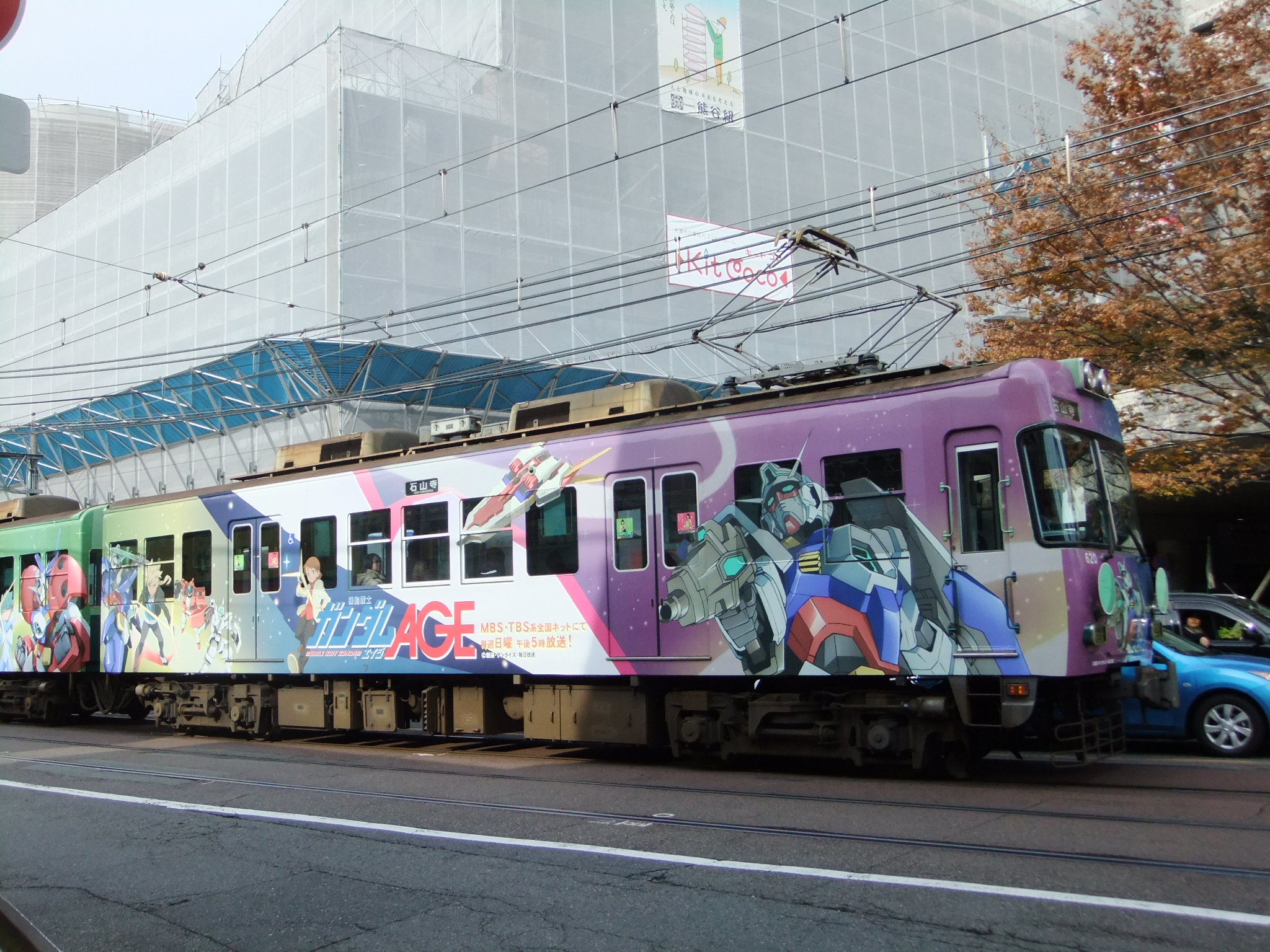
Publicité pour Mobile Suit Gundam AGE sur une rame électrique au Japon, montrant un mecha.

Il a fallu attendre longtemps avant de voir émerger des analyses et des critiques académiques sur les mechas — et donc Gundam. Aujourd’hui, les anime s’étant internationalisés, on dispose de publications importantes ; parmi la diversité des sources émerge toujours une appréciation dithyrambique sur la popularité et l’importance de la franchise. Ainsi, selon G. Poitras, « la série mecha ultime est peut-être bien Mobile Suit Gundam », tandis que Gresh et Weingerg estiment qu’elle marque « le début du boom des mechas [au Japon] ». Pour Helen McCarthy et Jonathan Clements, la saga est « une des pierres angulaires de l’animation de science-fiction », comparable là encore à Star Trek ou Star Wars en Occident. Pour M. Gilson, « la popularité et l'effet de Gundam sur l’idéologie des robots ne peuvent pas être assez soulignés ». Parmi les auteurs francophones, Nicolas Finet écrit notamment : « Œuvre magistrale, Gundam appartient sans conteste au patrimoine culturel japonais ». Gresh et Weingerg vont plus loin en assénant que Gundam « est une série à l’importance monumentale dans l’histoire des anime ». De fait, différentes séries des années 1980 comme Gundam, Galaxy Express 999 et Macross contribuent à poser les fondements tant graphiques que scénaristiques de l’animation moderne.
Le réalisme laissé en héritage par Gundam – qui a donc initié le genre des real robots (« robots réels ») – a marqué durablement l’animation japonaise. Parmi les séries ultérieures et très connues de real robot figurent Macross, Patlabor ou Full Metal Panic. D’autres ne peuvent réellement s’y classer, mais en conservent une certaine inspiration, comme Evangelion à travers la confrontation entre l’interface du mecha et la psyché parfois instable du jeune pilote. Ainsi, ce genre devient rapidement prépondérant parmi les séries de mechas japonaises. Au-delà, ce sont bien sûr les animateurs qui ont été marqués par Gundam. Gorō Taniguchi, le scénariste de Code Geass, confie par exemple s’être inspiré de Char Aznable pour son personnage de Zero. Plus généralement, le concept et le mode narratif de la franchise ont souvent été repris ou copiés, comme le notent Brenner ou Helen McCarthy pour qui nombre de séries de robots plus récentes sont en partie des « clones » de Gundam,.
Une question se pose désormais quant au futur de la franchise. En effet, certains spécialistes estiment qu’elle ne répondrait plus vraiment aux attentes du public d’aujourd’hui, qui préfère des séries courtes et un univers plus implicite à la manière d’Evangelion,. Une thèse qui ne fait d’ailleurs pas l’unanimité, notamment chez Adam Barkman qui cite en contre-exemple le succès très récent (2007) de Mobile Suit Gundam 00 au Japon.

### Critiques
Le manque d’innovation résultant de la prépondérance des impératifs économiques et commerciaux demeure le principal reproche adressé à la franchise, qui sacrifierait donc la créativité à des motifs purement comptables. En effet depuis 1990, de nombreuses reprises, suites ou histoires parallèles ont été créées, et les mêmes traits de scénario se retrouvent plus ou moins dans toutes les productions récentes, sans grande originalité. La multiplication des univers et des va-et-vient temporels rend par la même occasion les chronologies complexes à suivre, et propices aux anachronismes. La franchise se retrouve donc réduite au rang de « machine marketing bien rodée » selon Animeland. Helen McCarthy résume avec pessimisme ce sentiment : « Cela semble difficile d’imaginer que les ayants droit vont un jour laisser tomber une telle poule aux œufs d’or, qui risque de devenir un vrai casse-tête pour les encyclopédistes ».Yoshiyuki Tomino lui-même confie d’ailleurs lors d’une interview qu’il a plus ou moins été contraint par le studio à produire des suites de sa série :

« En tant que créateur, je ne ressentais aucune nécessité d’écrire de nouvelles séries sur Gundam. Mais en tant que producteur, je n’avais pas le choix. Les audiences le réclamaient. Mais je n’ai pas aimé ça. »

— Yoshiyuki Tomino, Gresh et Weinberg 2005
Dans un autre registre, l’influence de la franchise sur le jeune public a parfois été abordée sous l’angle plus surprenant de la secte Aum. Les idées de ce groupuscule radical, essentiellement basées sur la théorie du complot, ont souvent été comparées aux thèmes véhiculés par les séries d’animation sombres comme Gundam. Tomino ne nie pas que la mise en scène d’éléments illustrant les doctrines de la secte dans ses premières œuvres a pu influencer négativement des adolescents pour qui les limites entre réalité et monde virtuel sont moins tangibles qu’autrefois.

## Importance dans la culture populaire

### Une icône populaire au Japon

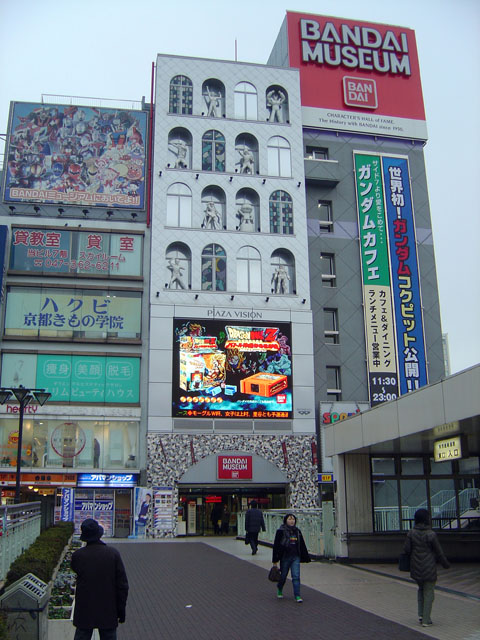
Le musée Bandai consacre deux étages et un café à Gundam.

Véritable pierre angulaire du genre mecha, Gundam est une série extrêmement populaire sur l’archipel, et y est par voie de fait très présente dans la vie quotidienne. Au rang des exemples de notoriété figurent par exemple deux séries de timbres éditées au Japon, qui représentent des personnages et des mobile suits de la série,. L’uniforme militaire de la Fédération terrienne (première série) a aussi été repris sur une affiche électorale, que la presse a qualifiée d’« affiche Amuro » (du nom du personnage Amuro Ray) ; suivant la même idée, l’État a réalisé une affiche pour les pompiers mettant en scène un Gundam. Quant à l’armée, elle se sert du terme Gundam comme nom de code pour désigner l’équipement avancé du soldat.
Les campagnes d’habillages publicitaires (concernant par exemple les trains, les avions, etc.) sont trop nombreuses pour être listées de manière exhaustive. Parmi celles-ci, un exemple frappant est la construction d’un Gundam grandeur réelle — soit dix-huit mètres — en plein Shizuoka en 2009, à quelque 167 km de Tōkyō, qui devrait drainer 900 000 visiteurs en moins d’un an selon les autorités locales.
Dans un contexte plus culturel, une grande partie du musée Bandai à Mibu (auparavant Matsudo) est réservé à Gundam. Le magazine Newtype, extrêmement populaire au Japon, en tire aussi évidemment son nom. Enfin, une exposition artistique consacrée à Gundam a été organisée par la fondation Cartier pour l’art contemporain ; Tatsumi et Bolton y entrevoient une orientation intéressante de l’art moderne dans deux publications intitulées Gundam and the Future of Japanoid Art (lit. « Gundam et le futur de l’art Japanoid »).
On retrouve aussi des références et clins d’œil dans un grand nombre de séries d’animation, allant de School Rumble à Great Teacher Onizuka en passant par Otaku no Video, Suzumiya Haruhi ou Nogizaka Haruka no himitsu.
Au pays des nouvelles technologies et des robots qu’est notoirement le Japon, l’idée de créer de véritables mobile suits y a été sérieusement étudiée. En 2008 notamment, une conférence internationale à Hiroshima (la Gundam Academy) a réuni des spécialistes de divers horizons, le but étant d’étudier la « faisabilité » réelle d’une telle machine. Il s’agit d’ailleurs de la première conférence académique inspirée par une fiction.

### Dans le monde
Comparé aux mangas en général, Gundam s’est plutôt mal exporté dans le monde. En France, très peu d’œuvres ont été commercialisées par Beez (filiale française de Bandai) et aucun réel engouement ne s’y est créé. Le pays le plus sensible à la franchise hors Japon sont les États-Unis, où certaines séries comme Gundam Wing ont connu un certain succès lors de leur sortie. Bandai y est aussi mieux positionné sur des marchés comme les jouets et les jeux vidéo. Néanmoins, le concurrent récurrent de la franchise, Macross, s’y est incontestablement mieux implanté via son dérivé Robotech. Le « phénomène Gundam » est donc exclusivement japonais pour l’heure.
Les Gunplas, maquettes issues de la franchise, remportent un franc succès.
Le modèle de Gundam RX-78-2 apparait dans le film Ready Player One lors de la bataille finale.

## Listes des œuvres

### Séries, films et OVA
Pierres angulaires de la franchise, les séries, films et OAV en sont naturellement les produits principaux ; leur liste exhaustive est donnée ci-dessous. Pour la signification des dates et abréviations de la chronologie interne, se référer à la section « Le système des calendriers » ci-dessus.
| Titre                                                                                        | Type                                 | Date de sortie           | Date dans la chronologie interne |
| -------------------------------------------------------------------------------------------- | ------------------------------------ | ------------------------ | -------------------------------- |
| Mobile Suit Gundam                                                                           | Série Films                          | 1979-1980 1981-1982      | U.C. 0079                        |
| Mobile Suit Zeta Gundam : A New Translation                                                  | Série Films                          | 1985-1986 2005-2006      | U.C. 0087                        |
| Mobile Suit Gundam ZZ                                                                        | Série                                | 1986-1987                | U.C. 0088                        |
| Mobile Suit Gundam : Char contre-attaque                                                     | Film                                 | 1988                     | U.C. 0093                        |
| Mobile Suit Gundam 0080 : War in the Pocket                                                  | OVA                                  | 1989                     | U.C. 0079 - 0080                 |
| Mobile Suit Gundam 0083 : Stardust Memory Mobile Suit Gundam 0083 : Le crépuscule de Zeon    | OVA Film                             | 1991 1992                | U.C. 0083                        |
| Mobile Suit Gundam F91                                                                       | Film                                 | 1991                     | U.C. 0123                        |
| Mobile Suit Victory Gundam                                                                   | Série                                | 1993                     | U.C. 0153                        |
| Mobile Fighter G Gundam                                                                      | Série                                | 1994-1995                | F.C. 60                          |
| Gundam Wing : Operation Meteor                                                               | Série OVA                            | 1995-1996 1996           | A.C. 195                         |
| Mobile Suit Gundam : The 08th MS Team Mobile Suit Gundam : The 08th MS Team, Miller's Report | OVA Film                             | 1996 1998                | U.C. 0079                        |
| After War Gundam X                                                                           | Série                                | 1996                     | A.W. 15                          |
| Gundam Wing: Endless Waltz                                                                   | OVA Film                             | 1997 1998                | A.C. 196                         |
| Turn A Gundam                                                                                | Série Films                          | 1999-2000 2002           | C.C. 2345                        |
| Gundam the Ride: A Baoa Qu                                                                   | Film d’attraction du Fuji-Q Highland | 2000                     | U.C. 0079                        |
| Gundam Neo Experience 0087 : Green Divers                                                    | Film format IMAX                     | 2001                     | U.C. 0087                        |
| Gundam Evolve                                                                                | Compilation de courts métrages       | 2001-2005                | Divers                           |
| Mobile Suit Gundam SEED                                                                      | Série OVA Film                       | 2002-2003 2004 2024      | C.E.71                           |
| Mobile Suit Gundam MS IGLOO: The Hidden One Year War                                         | OVA                                  | 2004                     | U.C. 0079                        |
| Mobile Suit Gundam SEED Destiny                                                              | Série OVA                            | 2004-2005 2006-2007      | C.E.73                           |
| Mobile Suit Gundam MS IGLOO : Apocalypse 0079                                                | OVA                                  | 2006                     | U.C. 0079                        |
| Gundam SEED C.E.73 Stargazer                                                                 | ONA                                  | 2006                     | C.E.73                           |
| Mobile Suit Gundam 00 Mobile Suit Gundam 00: A Wakening of the Trailblazer                   | Série OVA Film                       | 2007-2009 2009-2010 2010 | A.D. 2307 A.D. 2314              |
| Mobile Suit Gundam MS IGLOO 2 : Jūryoku sensen                                               | OVA                                  | 2009                     | U.C. 0079                        |
| Mobile Suit Gundam Unicorn                                                                   | Serie OVA                            | 2010                     | U.C. 0096                        |
| Model Suit Gunpla Builders Beginning G                                                       | OVA                                  | 2010                     | Divers                           |
| Mobile Suit Gundam AGE                                                                       | Série                                | 2011-2012                | A.G. 115 A.G. 140-142 A.G. 160   |
| Gundam Build Fighters                                                                        | Série                                | 2013-2014                | A.D. 20??                        |
| Gundam Reconguista in G                                                                      | Série                                | 2014-2015                | R.C. 1014                        |
| Gundam Build Fighters Try                                                                    | Série                                | 2014-2015                | A.D. 20??                        |
| Mobile Suit Gundam Thunderbolt                                                               | Série                                | 2015-2017                | U.C. 0079                        |
| Mobile Suit Gundam: The Origin                                                               | OVA                                  | 2015-2018                | U.C. 0068-0079                   |
| Mobile Suit Gundam: Iron-Blooded Orphans                                                     | Série                                | 2015-2017                | P.D. 323                         |
| Gundam Build Divers (en)                                                                     | Série                                | 2018                     | A.D. 20??                        |
| Mobile Suit Gundam Narrative (en)                                                            | Film                                 | 2018                     | U.C. 0097                        |
| Mobile Suit Gundam Hathaway's Flash                                                          | Films                                | 2021-202?                | U.C. 0105                        |
| Mobile Suit Gundam: Cucuruz Doan's Island                                                    | Film                                 | 2022                     | U.C. 0079                        |
| Mobile Suit Gundam: The Witch from Mercury                                                   | Série                                | 2022-2023                | AS (Ad Stella) 122               |
| Mobile Suit Gundam SEED Freedom                                                              | Film                                 | 2024                     | C.E.75                           |
| Mobile Suit Gundam GQuuuuuuX                                                                 | Série                                | 2025                     | U.C. 0079-85 (alternatif)        |

### SD Gundam
À l’origine, SD Gundam se veut simplement être une parodie de l’univers Gundam pour enfant publiée au format yonkoma. Mais à l’aune de son succès, de nombreuses suites et produits dérivés en sont rapidement tirés, si bien que SD Gundam constitue aujourd’hui une franchise à part, en marge de Gundam mais administrée de la même manière, c’est-à-dire en combinant séries et produits dérivés habituels (jeux vidéo, mangas, maquettes, etc.). Parfois, on note des interactions plus directes, comme la diffusion au cinéma de Gundam F91 qui était précédée d’un court-métrage de SD Gundam.

### Nouvelles et mangas
La franchise compte un nombre extrêmement important de romans et de mangas, souvent dérivés des séries animées. Tomino lui-même avait pour habitude de publier sous forme de nouvelles les scénarios de ses séries, avec néanmoins des différences marquées, les récits étant plus adultes et réfléchis ; par exemple, Amuro Ray et Sayla Mass ont des relations sexuelles dans le roman Mobile Suit Gundam, alors qu’ils ne sont même pas explicitement amants dans la série. La question existentielle soulevée par le phénomène des newtype y est aussi plus développée.
Les critiques entourant ces productions sont très inégales, tout comme leur succès d’ailleurs ; même en France, Animeland les juge d’un côté sévèrement en raison de la pauvreté de l’écriture et des dessins, tandis que le manga Gundam : The Origin y est plébiscité de l’autre comme étant un « chef-d’œuvre du genre ». Il semble par conséquent qu’il faille résolument différencier les simples adaptations — qui peuvent être perçues comme des produits dérivés d’un intérêt encyclopédique peu marqué — des réelles histoires originales et parallèles pour couvrir l’ensemble de ces productions de manière pertinente.
Parmi les magazines de prépublications phares de la franchise, on trouve Gundam Ace, Comic BonBon et Newtype.

### Jeux vidéo

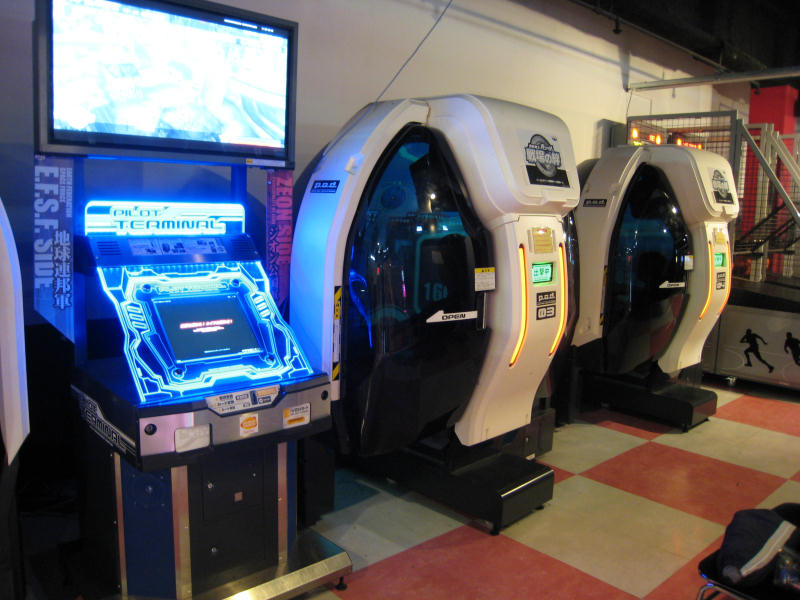
Bornes d’arcade Gundam.

C’est d’abord sur les bornes d’arcade que l’on trouve les premiers jeux vidéo Gundam, et ce jusqu’en 1993 avec la production sur Super Nintendo de Kidō Senshi Z Gundam: Hot Scramble. Il est parfois difficile de fixer une limite très claire à ces produits, étant donné que certains comme Dynasty Warriors: Gundam mélangent les robots et les personnages de plusieurs séries différentes. Le real robot se retrouve par la suite dans un grand nombre de jeux vidéo, parfois extrêmement populaires sur l’Archipel, comme Armored Core, Super Robot Wars, Zone of the Enders, Another Century's Episode ou encore Metal Gear,.
Communément, les jeux naissent de la collaboration ponctuelle entre Sunrise et un studio de développement chargé de l’aspect plus technique (modélisation 2D et 3D en premier lieu), pour une durée de production d’un à deux ans en moyenne.

### Cinéma
Gundam a été porté une seule fois au cinéma en prise de vue réelle, via le long métrage américain intitulé G-Saviour. Réalisé en 2000 pour les vingt ans de la franchise, il se déroule dans l’Universal Century, mais sans rapport avec les séries.
Récemment en 2018, une courte scène du film Ready Player One, du réalisateur Steven Spielberg, présente une bataille entre un Gundam (le RX-78) et MechaGodzilla. Ayant remporté un item au début du film, un personnage secondaire, Daito, devient capable de se transformer en Gundam pendant 30 secondes.
Le 12 avril 2021, Netflix annonce que le réalisateur Jordan Vogt-Roberts dirigera et produira une adaptation de Gundam pour la plateforme de streaming, avec les studios Legendary Pictures et Sunrise.